# Loïs van Vliet
Loïs Joëlle van Vliet (* 15. August 2005) ist eine niederländische Handballspielerin, die für die niederländische Nationalmannschaft aufläuft.

## Karriere

### Im Verein
Loïs van Vliet spielte für den niederländischen Verein HV Internos. Später wechselte sie in die Jugendabteilung von VOC Amsterdam. Mit der Damenmannschaft von VOC Amsterdam gewann die Außenspielerin im Jahr 2023 die niederländische Meisterschaft. Im Sommer 2024 wechselte sie zum deutschen Bundesligisten TuS Metzingen.

### In Auswahlmannschaften
Loïs van Vliet nahm mit der niederländischen Jugendnationalmannschaft an der EHF U-17-Championship 2021 teil, einem Wettbewerb für Nationalmannschaften, die sich nicht für die U-17-Europameisterschaft qualifizieren konnten. Die Niederlande gewann den Wettbewerb, zu deren Gewinn sie 14 Tore beisteuerte. Im darauffolgenden Jahr belegte sie mit der Jugendnationalmannschaft den vierten Platz bei der U-18-Weltmeisterschaft sowie den dritten Platz bei der U-20-Weltmeisterschaft.
Loïs van Vliet gab am 7. April 2023 in einem Freundschaftsspiel gegen die schwedische B-Nationalmannschaft ihr Länderspieldebüt für die niederländische A-Nationalmannschaft. Knapp drei Monate später lief sie für die Juniorinnennationalmannschaft bei der U-19-Europameisterschaft auf. Im November desselben Jahres wurde sie von Nationaltrainer Per Johansson als einzige in den Niederlanden aktive Spielerin in den Kader für die Weltmeisterschaft 2023 berufen. Loïs van Vliet kam in zwei Weltmeisterschaftspartien zum Einsatz, in denen sie fünf Treffer erzielte. Im darauffolgenden Jahr gewann sie die Bronzemedaille bei der U-20-Weltmeisterschaft.